# Вильярреаль, Никанор
Никанор Вильярреаль Санчес (исп. Nicanor Villarreal Sánchez; 1 апреля 1919, Монтеррей — неизвестно) — мексиканский гимнаст. Участник летних Олимпийских игр 1948 года, чемпион, двукратный серебряный и бронзовый призёр Игр Центральной Америки и Карибского бассейна 1946 года.

## Биография
Никанор Вильярреаль родился 1 апреля 1919 года в мексиканском городе Монтеррей.
В 1946 году завоевал четыре медали на Играх Центральной Америки и Карибского бассейна в Барранкилье: золотую в личном многоборье, серебряные в командном многоборье и упражнениях на коне, бронзовую в вольных упражнениях.
В 1948 году вошёл в состав сборной Мексики на летних Олимпийских играх в Лондоне. В личном многоборье занял предпоследнее, 122-е место, набрав только 4,00 балла. С тем же результатом стал последним, 121-м, в вольных упражнениях. В командном многоборье сборная Мексики, за которую также выступали Хорхе Кастро, Рубен Лира, Дионисио Агильяр и Эверардо Риос, заняла 16-е место, набрав 343,85 балла и уступив 1014,45 балла завоевавшим золото гимнастам Финляндии.
О дальнейшей жизни данных нет.